# Mount Oleg
Der Mount Oleg ist ein 2587 m hoher, herausragender Berg mit einer Schartenhöhe von 717 m im Südwesten der kanadischen Provinz British Columbia, im Squamish-Lillooet Regional District.

## Geographie
Der Mount Oleg liegt in der Cayoosh Range, einer Teilkette der Lillooet Ranges in den Coast Mountains. Er liegt 16 km nordöstlich von Pemberton, 1,8 km südlich des Mount Gardiner und 9,6 km südwestlich des Mount Marriott (2735 m), des nächsthöheren Berges. Die Abflüsse der Niederschläge am Berg fließen in Zuflüsse des Fraser River.

## Klima
In Bezug auf die Klimaklassifikation nach Köppen und Geiger herrscht am Mount Oleg ein subarktisches Klima. Die meisten Wetterfronten stammen vom Pazifik und bewegen sich ostwärts auf die Coast Mountains zu, wo sie durch die Berge zum  Aufsteigen (Windstau) gezwungen werden, was wiederum dazu führt, dass die enthaltene Feuchtigkeit in Form von Regen oder Schnee abgegeben wird. Im Ergebnis führt das zu hohen Niederschlägen in den Coast Mountains, insbesondere zu starken Schneefällen im Winter. Die Temperaturen können unter −20 °C fallen, unter Berücksichtigung von Windchill-Einfluss unter −30 °C. Die Monate Juli bis September bieten die besten Wetterbedingungen für einen Aufstieg.